# Canthidium andersoni
Canthidium andersoni là một loài bọ cánh cứng thuộc họ Bọ hung (Scarabaeidae).